# Gurdijelje
Gurdijelje (en serbe cyrillique : Гурдијеље) est un village de Serbie situé dans la municipalité de Tutin, district de Raška. Au recensement de 2011, il comptait 70 habitants.

## Démographie
| 1948 | 1953 | 1961 | 1971 | 1981 | 1991 | 2002 | 2011 |
| ---- | ---- | ---- | ---- | ---- | ---- | ---- | ---- |
| 251  | 280  | 298  | 220  | 202  | 170  | 93   | 70   |

|  |